# يوهانس كارل ماكس روبير
يوهانس كارل ماكس روبير  (و. 1861 – 1942 م) هو عالم حشرات من ألمانيا .
توفي في درسدن، عن عمر يناهز 81 عاماً.